# Idris Alooma
|  | Dieser Artikel oder Abschnitt wurde wegen inhaltlicher Mängel auf der Qualitätssicherungsseite der Redaktion Geschichte eingetragen (dort auch Hinweise zur Abarbeitung dieses Wartungsbausteins). Dies geschieht, um die Qualität der Artikel im Themengebiet Geschichte auf ein akzeptables Niveau zu bringen. Dabei werden Artikel gelöscht, die nicht signifikant verbessert werden können. Bitte hilf mit, die Mängel dieses Artikels zu beseitigen, und beteilige dich bitte an der Diskussion! |

Das Kanem-Bornu-Reich um 1650

al-Haj Idris Alooma (geboren als Idris ibn Ali) war Mai (Herrscher) des Bornu-Reiches (reg. 1571–1602/03), das Teile des Tschad, Kameruns, Nigers und Nigerias umfasste Seine Errungenschaften werden vor allem von Ahmad bin Fartuwa, seinem obersten Imam, beschrieben. Seine Herrschaft markierte das Ende der Kanem-Bürgerkriege innerhalb des Staates und führte N'jimi, die ehemalige Hauptstadt, wieder unter die Kontrolle der Sayfawa. Darüber hinaus führte er bedeutende Rechtsreformen auf der Grundlage des islamischen Rechts ein und richtete Qadi-Gerichte ein, die unabhängig von der Exekutive arbeiteten. Ihm wird zugeschrieben, dass er das Reich im späten 16. und frühen 17. Jahrhundert zu einer Blütezeit führte, die oft als Höhepunkt angesehen wird.
Vor seiner Herrschaft war Bornu mit Instabilität konfrontiert, darunter Hungersnöte, Überfälle von Nachbarn und interne Konflikte. Am Ende seiner Herrschaft hatte er den Einfluss Bornus erfolgreich auf große Gebiete ausgedehnt, darunter den größten Teil des Hausalandes, die Tuareg von Aïr, die Tebu von Bilma, Tibesti und sogar die Bulala von Kanem. Besonders hervorzuheben ist der Erwerb von Aïr und Bilma, der den Bornu die strategische Kontrolle über die zentralen Handelsrouten der Sahara ermöglichte. Diese Entwicklung trug wesentlich zum Wohlstand von Idris Alooma und seinen Nachfolgern bei und ermöglichte es ihnen, die diplomatischen Beziehungen zu den nordafrikanischen Mächten, insbesondere zu Tripolis, zu verbessern.